# 리자 스나이더
리자 스나이더(Liza Snyder, 1968년 3월 20일 ~ )는 미국의 배우, 텔레비전 배우, 영화배우이다.
노샘프턴에서 태어났다.

## 영화
- 예스, 디어 (2000년)
- 아름다운 세상을 위하여 (2000년)
- 실종 (1996년)